# Стьопкін Василь Федорович
Василь Федорович Стьопкін (30 грудня 1908, село Теребень Смоленської губернії, тепер Смоленської області, Російська Федерація — 18 вересня 1993, місто Омськ, Російська Федерація) — радянський державний діяч, голова виконавчого комітету Омської обласної ради, 1-й заступник голови Ради міністрів Киргизької РСР, 2-й секретар ЦК КП Киргизії. Депутат Верховної ради Киргизької РСР. Кандидат сільськогосподарських наук (1941), доцент.

## Життєпис
У 1924—1928 роках — учень Алтайського сільськогосподарського технікуму.
У 1928—1930 роках — викладач Алтайського сільськогосподарського технікуму.
У 1930—1934 роках — студент Омського сільськогосподарського інституту.
У 1934—1935 роках — асистент агропедагогічного відділення Омського сільськогосподарського інституту.
У 1935—1938 роках — аспірант Омського сільськогосподарського інституту.
У квітні 1938 — липні 1941 року — асистент кафедри годівлі сільськогосподарських тварин Омського сільськогосподарського інституту.
Член ВКП(б) з 1939 року.
У липні — грудні 1941 року — інструктор сільськогосподарського відділу Омського обласного комітету ВКП(б).
У грудні 1941 — березні 1942 року — начальник політичного відділу Іконниковського радгоспу Омської області.
У березні 1942 — червні 1943 року — заступник завідувача сільськогосподарського відділу Омського обласного комітету ВКП(б).
У червні 1943 — квітні 1947 року — заступник секретаря Омського обласного комітету ВКП(б) з тваринництва.
У квітні 1947 — грудні 1951 року — 1-й заступник голови виконавчого комітету Омської обласної ради депутатів трудящих.
У грудні 1951 — березні 1953 року — голова виконавчого комітету Омської обласної ради депутатів трудящих.
У квітні — серпні 1953 року — інструктор ЦК КПРС.
У 1953 — травні 1956 року — радник посольства СРСР у Монголії.
У 1956 році — в. о. представника Головного управління з економічних зв'язків Ради міністрів СРСР.
У серпні 1956 — 1957 року — заступник голови Ради міністрів Киргизької РСР. У 1957 — листопаді 1958 року — 1-й заступник голови Ради міністрів Киргизької РСР.
1 листопада 1958 — 9 травня 1961 року — 2-й секретар ЦК КП Киргизії.
9 травня 1961 — 22 грудня 1962 року — секретар ЦК КП Киргизії.
У 1963 році — інспектор Середньоазіатського бюро ЦК КПРС.
У червні 1963 — грудні 1964 року — ректор Омського сільськогосподарського інституту імені Кірова.
У грудні 1964 — 1971 року — секретар Омського обласного комітету КПРС.
З 1971 року — персональний пенсіонер у місті Омську.
Помер 18 вересня 1993 року в місті Омську. Похований на Старо-Північному цвинтарі Омська.

## Нагороди
- два ордени Трудового Червоного Прапора (1957,)
- орден «Знак Пошани»
- медаль «За трудову доблесть»
- медалі